# Chris Getz
Christopher Ryan Getz (né le 30 août 1983 à Southfield, Michigan, États-Unis) est un ancien joueur de deuxième but des Ligues majeures de baseball qui a évolué de 2008 à 2014 pour les White Sox de Chicago, les Royals de Kansas City et les Blue Jays de Toronto.  

## Carrière

### White Sox de Chicago

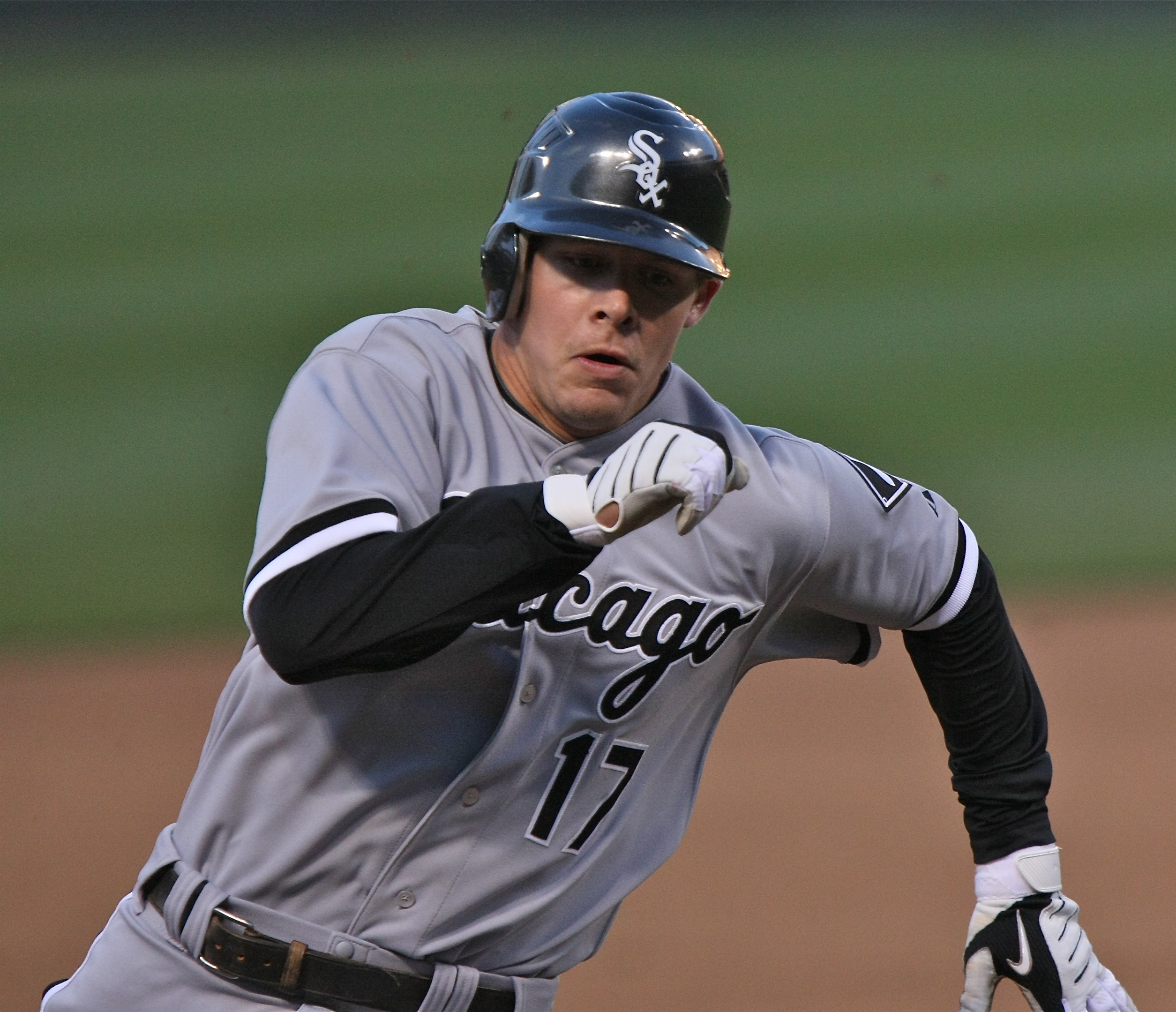
Chris Getz en 2009 avec les White Sox de Chicago.

Lors de ses études secondaires à la Grosse Pointe South High School de Grosse Pointe (Michigan), Chris Getz est sélectionné à trois reprises en All-Michigan selection. Il est drafté dès le 4 juin 2002 par les White Sox de Chicago au 6e tour de sélection. Getz repousse l'offre et suit des études supérieures à l'Université de Wake Forest (2003), puis à l'Université du Michigan (2004-2005). Ses bonnes performances avec les Wolverines du Michigan (record de coups sûrs en Big Ten) lui valent des sélections en All Big Ten en 2004 et 2005.
Getz rejoint les rangs professionnels après la draft du 7 juin 2005 au cours de laquelle il est sélectionné par les White Sox de Chicago au quatrième tour (125e choix). 
Après trois saisons en Ligues mineures, il débute en Ligue majeure le 12 août 2008. 
Il s'installe lors de la saison 2009 au poste de titulaire au deuxième but chez les White Sox. Ozzie Guillén, manager de Chicago, effectue ce choix dès l'entraînement de printemps 2009. Il réussit 25 buts volés en seulement 27 tentatives et termine la saison avec 2 circuits et 25 points produits en 107 parties jouées. Il frappe son premier circuit dans les majeures le 19 juin aux dépens du lanceur Bronson Arroyo des Reds de Cincinnati.

### Royals de Kansas City
Le 5 novembre 2009, Getz et le joueur de troisième but Josh Fields sont transférés aux Royals de Kansas City en retour du joueur de deuxième but Mark Teahen.
Il dispute 72 parties en 2010 et obtient 17 points produits. Il vole 15 buts en seulement 17 essais.
Il cède parfois en 2011 le poste de deuxième but à la recrue Johnny Giavotella mais joue au total 118 matchs. Getz établit ses records personnels de coups sûrs (97) et de points marqués (50). Il vole 21 buts et récolte 26 points produits. Sa moyenne au bâton s'élève à ,255.
Sa saison 2012 est marqué par les blessures. Il fait trois séjours sur la liste des blessés, pour une blessure à la cage thoracique, un problème à la jambe gauche et enfin, un pouce gauche fracturé par un lancer de Chris Sale des White Sox lors d'une tentative ratée d'amorti. Opéré après cette dernière blessure, Getz termine sa saison après 64 matchs joués. Il affiche alors une moyenne au bâton de ,275 avec 17 points produits et 9 buts volés.
En 2013, il entre en jeu dans 78 matchs des Royals mais ne frappe que pour, 220 avec un circuit, 18 points produits et 16 buts volés. Il est éventuellement cédé au club-école d'Omaha dans les ligues mineures.

### Blue Jays de Toronto
Ne figurant plus dans les plans des Royals, Chris Getz signe le 20 janvier 2014 un contrat des ligues mineures avec les Blue Jays de Toronto. Il joue 10 matchs pour les Jays, dont son dernier dans les majeures le 10 mai 2014.

### Palmarès
En 459 matchs sur 7 saisons dans les majeures, Chris Getz a compilé 352 coups sûrs, dont 50 doubles, 11 triples et 3 circuits. Il compte 111 points produits, 176 points marqués et a réussi 89 vols de buts en 107 tentatives. Sa moyenne au bâton en carrière s'élève à ,250 et son pourcentage de présence sur les buts à ,309. 

## Statistiques
| Saison | Équipe      | G   | AB  | R  | H   | 2B | 3B | HR | RBI | SB | BA    |
| ------ | ----------- | --- | --- | -- | --- | -- | -- | -- | --- | -- | ----- |
| 2008   | Chicago WS  | 10  | 7   | 2  | 2   | 0  | 0  | 0  | 1   | 1  | 0,286 |
| 2009   | Chicago WS  | 107 | 375 | 49 | 98  | 18 | 4  | 2  | 31  | 25 | 0,261 |
| 2010   | Kansas City | 72  | 224 | 23 | 53  | 9  | 0  | 0  | 18  | 15 | 0,237 |
| Totaux | Totaux      | 189 | 606 | 74 | 153 | 27 | 4  | 2  | 50  | 41 | 0,252 |

Note : G = Matches joués ; AB = Passages au bâton; R = Points ; H = Coups sûrs ; 2B = Doubles ; 3B = Triples ; 
HR = Coup de circuit ; RBI = Points produits ; SB = Buts volés ; BA = Moyenne au bâton.